# Argiope minuta
Argiope minuta (Japans: コガタコガネグモ, Kogatakogane-gumo) is een wielwebspin die voorkomt op de Japanse eilanden Honshu, Shikoku, 
Kyushu, en Okinawa. Zijn lichaamslengte is 8–12 mm.